# Statue e sculture di Milano
Lista delle statue e sculture di Milano, suddivise in ordine alfabetico.

## All'aperto
| Nome                                                                      | Autore                                | Anno       | Ubicazione                                                                  | Immagine                                                        | Note                                                 |
| ------------------------------------------------------------------------- | ------------------------------------- | ---------- | --------------------------------------------------------------------------- | --------------------------------------------------------------- | ---------------------------------------------------- |
| Ago, filo e nodo                                                          | Claes Oldenburg                       | 2000       | Piazzale Luigi Cadorna                                                      |                                                                 |                                                      |
| Monumento a Emilio Alessandrini                                           | Andrea Cascella                       | 1982       | Parco Emilio Alessandrini                                                   |                                                                 |                                                      |
| Monumento agli Alpini d'Italia                                            | Emilio Bisi                           | 1914       | Piazza Giovanni XXIII                                                       |                                                                 | Inaugurato in più occasioni in vari luoghi di Milano |
| Monumento a Francesco Baracca                                             | Silvio Monfrini                       | 1931       | Piazzale Baracca                                                            |                                                                 |                                                      |
| Monumento a Cesare Beccaria                                               | Giuseppe Grandi                       | 1871       | Piazza Cesare Beccaria                                                      |                                                                 |                                                      |
| Monumento a Camillo Benso conte di Cavour                                 | Odoardo Tabacchi e Antonio Tantardini | 1865       | Piazza Cavour                                                               |                                                                 |                                                      |
| Monumento ai Bersaglieri                                                  | Mario Robaudi                         | 1973       | Largo Bersaglieri                                                           |                                                                 |                                                      |
| Monumento ad Agostino Bertani                                             | Vincenzo Vela                         | 1888       | Piazza Fratelli Bandiera                                                    |                                                                 |                                                      |
| Monumento a Federico Borromeo                                             | Costantino Corti                      | 1865       | Piazza San Sepolcro                                                         |                                                                 |                                                      |
| Monumento ai Caduti dell'Isola                                            | Carlo Ramous                          | 1972       | Piazzale Segrino                                                            |                                                                 |                                                      |
| Monumento ai Caduti di Mentana                                            | Luigi Belli                           | 1880       | Piazza Mentana                                                              |                                                                 |                                                      |
| Monumento ai Caduti di Porta Romana                                       | Enrico Saroldi                        | 1923       | Via Tiraboschi                                                              |                                                                 |                                                      |
| Monumento al Carabiniere                                                  | Luciano Minguzzi                      | 1981       | Piazza Diaz                                                                 |                                                                 |                                                      |
| Monumento a Carlo Cattaneo                                                | Ettore Ferrari                        | 1901       | Via Tommaso Grossi                                                          |                                                                 |                                                      |
| Cavallo di Leonardo                                                       | Nina Akamu                            | 1999       | Ippodromo del galoppo di San Siro                                           |                                                                 |                                                      |
| Monumento a Felice Cavallotti                                             | Ernesto Bazzaro                       | 1906       | Via Marina                                                                  |                                                                 |                                                      |
| Monumento alle Cinque Giornate                                            | Giuseppe Grandi                       | 1895       | Piazza Cinque Giornate                                                      |                                                                 |                                                      |
| Monumento a Cristoforo Colombo                                            | (ignoto)                              | ante 1860  | Via Boschetti                                                               |                                                                 |                                                      |
| Colonna del Diavolo                                                       | (ignoto)                              | III secolo | Piazza Sant'Ambrogio                                                        |                                                                 |                                                      |
| Colonna del Leone                                                         | Giuseppe Robecco                      | 1628       | Piazza San Babila                                                           |                                                                 |                                                      |
| Monumento a Cesare Correnti                                               | Luigi Secchi                          | 1901       | Piazza Resistenza Partigiana                                                |                                                                 |                                                      |
| Monumento a Costantino Imperatore                                         | (ignoto)                              | 1937       | Sagrato della Basilica di San Lorenzo Maggiore                              |                                                                 |                                                      |
| Monumento a Giuseppe Dezza                                                | Enrico Cassi                          | 1902       | Via Marina angolo Via Palestro                                              |                                                                 |                                                      |
| Disco Grande                                                              | Arnaldo Pomodoro                      | 1980       | Piazza Meda                                                                 |                                                                 |                                                      |
| Feroce equilibrio                                                         | Carlo Mo                              | 1973       | Viale Alemagna                                                              |                                                                 |                                                      |
| Finestra nel cielo                                                        | Carlo Ramous                          | 1974       | Piazza Guglielmo Miani                                                      |                                                                 |                                                      |
| Monumento a Roberto Franceschi                                            | (collettivo)                          | 1977       | Via Bocconi                                                                 |                                                                 |                                                      |
| Monumento a san Francesco d'Assisi                                        | Domenico Trentacoste                  | 1926       | Piazza Risorgimento                                                         |                                                                 |                                                      |
| Monumento a Giuseppe Garibaldi                                            | Ettore Ximenes                        | 1895       | Largo Cairoli                                                               |                                                                 |                                                      |
| Gesto per la Libertà                                                      | Carlo Ramous                          | 1974       | Piazza Conciliazione                                                        |                                                                 |                                                      |
| Grande Cancellatura per Giovanni Testori                                  | Emilio Isgrò                          | 2014       | Piazza Gino Valle                                                           |                                                                 |                                                      |
| Grande Cavallo Impennato                                                  | Aligi Sassu                           | 1960       | Piazzetta Brera                                                             |                                                                 |                                                      |
| Il Grande Toscano                                                         | Igor Mitoraj                          | 1981       | Piazza del Carmine                                                          |                                                                 |                                                      |
| Fontana monumento a Giuseppe Grandi                                       | Werther Sevèr                         | 1936       | Piazza Grandi                                                               |                                                                 |                                                      |
| Monumento a Margherita Hack                                               | Daniela Olivieri                      | 2022       | Largo Richini                                                               |                                                                 |                                                      |
| Monumento a Francesco Hayez                                               | Francesco Barzaghi                    | 1890       | Piazzetta Brera                                                             |                                                                 |                                                      |
| L.O.V.E. (comunemente nota come Il Dito)                                  | Maurizio Cattelan                     | 2010       | Piazza degli Affari                                                         |                                                                 |                                                      |
| Monumento a Leonardo da Vinci                                             | Pietro Magni                          | 1872       | Piazza della Scala                                                          |                                                                 |                                                      |
| Luci nel bosco                                                            | Luciano Minguzzi                      | 1990       | Largo Paolo Grassi                                                          |                                                                 |                                                      |
| Madre Ubu                                                                 | Joan Miró                             | 1975       | Via Senato                                                                  |                                                                 |                                                      |
| Monumento ad Alessandro Manzoni                                           | Francesco Barzaghi                    | 1883       | Piazza San Fedele                                                           |                                                                 |                                                      |
| Monumento ai Marinai d'Italia                                             | Francesco Somaini                     | 1967       | Largo Marinai d'Italia                                                      |                                                                 |                                                      |
| Monumento ai martiri di piazzale Loreto                                   | Giannino Castiglioni                  | 1960       | Piazzale Loreto                                                             |                                                                 |                                                      |
| Monumento a Giuseppe Mazzini                                              | Pietro Cascella                       | 1974       | Piazza della Repubblica                                                     |                                                                 |                                                      |
| Monumento a Giacomo Medici                                                | Donato Barcaglia                      | 1884       | Via Senato                                                                  |                                                                 | Distrutto nel 1943                                   |
| Mela reintegrata                                                          | Michelangelo Pistoletto               | 2015       | Piazza Duca d'Aosta (Davanti alla Stazione Centrale)                        |                                                                 |                                                      |
| Monumento a Giuseppe Missori                                              | Riccardo Ripamonti                    | 1916       | Piazza Missori                                                              |                                                                 |                                                      |
| MU 141                                                                    | Kengiro Azuma                         | 2015       | Piazzale Cimitero Monumentale                                               |                                                                 |                                                      |
| Monumento a Napoleone III                                                 | Francesco Barzaghi                    | 1880       | Parco Sempione                                                              |                                                                 |                                                      |
| Monumento a san Giovanni Nepomuceno                                       | Giovanni Dugnani                      | 1727 circa | Cortile del Castello Sforzesco                                              |                                                                 |                                                      |
| Monumento a Oldrado da Tresseno                                           | (ignoto)                              | 1223       | Palazzo della Ragione                                                       |                                                                 |                                                      |
| Ora e sempre resistenza (monumento a Claudio Varalli e Giannino Zibecchi) | Nicola Neonato                        | 1976       | Piazza Santo Stefano                                                        |                                                                 |                                                      |
| Monumento a Giuseppe Parini                                               | Luigi Secchi                          | 1899       | Piazza Cordusio                                                             |                                                                 |                                                      |
| Monumento a Sandro Pertini                                                | Aldo Rossi                            | 1990       | Via Croce Rossa                                                             |                                                                 |                                                      |
| Monumento a Giovanni Battista Piatti                                      | Salvatore Pisani                      | 1894       | Largo la Foppa                                                              |                                                                 |                                                      |
| Monumento ai Piccoli Martiri di Gorla                                     | Remo Brioschi                         | 1947       | Piazza dei Piccoli Martiri                                                  |                                                                 |                                                      |
| Monumento a Carlo Porta                                                   | Alessandro Puttinati                  | 1862       | Giardini pubblici                                                           |                                                                 | Quello oggi al Verziere è un rifacimento del 1966    |
| Monumento a Giulio Ricordi                                                | Luigi Secchi                          | 1922       | Largo Ghiringhelli                                                          |                                                                 | Posizionato nel 2016                                 |
| Il Seme dell'Altissimo                                                    | Emilio Isgrò                          | 2015       | Viale Emilio Zola angolo Viale Alemagna                                     |                                                                 |                                                      |
| Torre a Spirale                                                           | Arnaldo Pomodoro                      | 1994       | Largo Greppi                                                                |                                                                 | Non è più visibile: rimossa a novembre 2023          |
| Le tre Grazie                                                             | Salvatore Fiume                       | 2013       | Piazza Piemonte                                                             |                                                                 |                                                      |
| Monumento a Cristina Trivulzio di Belgiojoso                              | Giuseppe Bergomi                      | 2021       | Piazza Belgioioso                                                           |                                                                 | Primo monumento di Milano dedicato a una donna       |
| Uomo di pietra                                                            | (ignoto)                              | III secolo | Corso Vittorio Emanuele II                                                  |                                                                 |                                                      |
| Monumento a Giuseppe Verdi                                                | Enrico Butti                          | 1913       | Piazza Buonarroti                                                           |                                                                 |                                                      |
| Monumento ad Andrea Verga                                                 | Giulio Branca                         | 1903       | Piazzale Richini                                                            |                                                                 |                                                      |
| Monumento a Eugenio Villoresi                                             | Luigi Panzeri                         | 1907       | Piazzale Cadorna (fino al 1955 circa) poi Piazzale Leonardo da Vinci (1970) | Monumento a Villoresi ing. Eugenio dello scultore Luigi Panzeri |                                                      |
| Monumento a Vittorio Emanuele II                                          | Enrico Rosa                           | 1896       | Piazza del Duomo                                                            |                                                                 |                                                      |
| Monumento alle Voloire                                                    | Ambrogio Consonni                     | 1972       | Piazzale Perrucchetti                                                       |                                                                 |                                                      |

## Cortile d'onore del palazzo di Brera
| Nome                                        | Autore                 | Anno | Ubicazione                        | Immagine |
| ------------------------------------------- | ---------------------- | ---- | --------------------------------- | -------- |
| Monumento a Cesare Beccaria                 | Pompeo Marchesi        | 1837 | Scalone richiniano                |          |
| Napoleone Bonaparte come Marte pacificatore | Antonio Canova         | 1810 | Centro del cortile                |          |
| Monumento a Luigi Cagnola                   | Benedetto Cacciatori   | 1849 | Nel vano delle arcate del cortile |          |
| Monumento a Luigi Canonica                  | Raffaele Monti         | 1847 | Ingresso                          |          |
| Monumento a Carlo Ottavio Castiglioni       | Antonio Galli          | 1855 | Nel vano delle arcate del cortile |          |
| Monumento a Bonaventura Cavalieri           | Giovanni Antonio Labus | 1844 | Nel vano delle arcate del cortile |          |
| Monumento a Ranieri Girotti                 | Gaetano Motelli        | 1833 | Ingresso                          |          |
| Monumento a Tommaso Grossi                  | Vincenzo Vela          | 1858 | Nel vano delle arcate del cortile |          |
| Monumento a Giuseppe Parini                 | Gaetano Monti          | 1838 | Scalone richiniano                |          |
| Monumento a Gabrio Piola                    | Vincenzo Vela          | 1857 | Nel vano delle arcate del cortile |          |
| Monumento a Pietro Verri                    | Innocenzo Fraccaroli   | 1844 | Nel vano delle arcate del cortile |          |

## Giardini pubblici Indro Montanelli
| Nome                                                               | Autore                                | Anno | Posizione | Immagine |
| ------------------------------------------------------------------ | ------------------------------------- | ---- | --------- | -------- |
| Monumento a Giuseppe Balzaretto                                    | Francesco Barzaghi e Giuseppe Bertini | 1876 |           |          |
| Monumento a Ruggero Giuseppe Boscovich                             | Ivan Meštrović                        | 2017 |           |          |
| Monumento a Filippo Carcano                                        | Egidio Boninsegna                     | 1916 |           |          |
| Monumento a Emilio De Marchi                                       | Antonio Carminati                     | 1905 |           |          |
| Monumento a Giuseppe Giacosa                                       | Luigi Secchi                          | 1910 |           |          |
| Monumento a Luciano Manara                                         | Francesco Barzaghi                    | 1894 |           |          |
| Monumento ai Martiri dello Spielberg                               | Alessandro Puttinati                  | 1850 |           |          |
| Monumento a Ernesto Teodoro Moneta                                 | Tullio Brianzi                        | 1924 |           |          |
| Monumento a Indro Montanelli                                       | Vito Tongiani                         | 2006 |           |          |
| Monumento a Gaetano Negri                                          | Luigi Secchi                          | 1908 |           |          |
| I quattro cavalieri dell'apocalisse e il bianco cavallo della pace | Harry-Pierre Rosenthal                | 1976 |           |          |
| Monumento ad Antonio Rosmini                                       | Francesco Confalonieri                | 1896 |           |          |
| Monumento a Giuseppe Sirtori                                       | Enrico Butti                          | 1892 |           |          |
| Monumento ad Antonio Stoppani                                      | Francesco Confalonieri                | 1898 |           |          |